# つぶつぶ生活
『つぶつぶ生活』（つぶつぶせいかつ）は、栗原まもるによる日本の漫画作品。
『Kiss』（講談社）にて2011年14号から2013年6号、及び同年5月号から8月号まで不定期に連載され、未完のまま終了した。2013年10月、クラウドファンディングサービス「FUNDIY（ファンディー）」にて、ファンから資金を募って続巻を制作するプロジェクトが発足した。単行本はKC Kissから5巻発売され、その後同人誌及びネット書籍で2巻出し完結した。

## あらすじ
新作を描けない絵本作家、米田コウジの同居人（兼大家）の豆木が拾ってきた子猫の正体は、米田の亡くなった恋人・胡桃が転生した姿だった。3人と1匹による複雑な四角関係が始まっていく。

## 登場人物
米田 コウジ（よねだ コウジ）
絵本作家。26歳。22歳の時に、猫が綿毛に掴まって旅をする『一寸キャット』でデビューし、整った容貌も相まって大人気になったが、それ以後新作は描けていない。女好き。新作を描けるよう懸命にサポートしてくれる白花に好意を持つ。
豆木（まめき）
米田の同居人兼大家。株のデイトレーダー。料理上手だが、洗い物は苦手で百発百中で皿を割ってしまう。嘘をつくとじんましんが出る体質。2年前、酔いつぶれて路上に倒れていた米田を拾って連れ帰り、同居するようになる。みるくから人間の姿に戻っていた胡桃の食べっぷりのよさに好感を抱く。
白花 貴恵（しろはな たかえ）
木の実社児童図書出版部の米田の担当編集者、入社2年の新米。米田の新作を求め、豆木の家に通ううちに、豆木の料理を食べる機会が増え、料理を教わるようになる。料理上手で人当たりが良いのにどこか抜けている豆木を可愛いと感じる。
みるく
豆木が雨の日に拾ってきた子猫。クルミが好物のため、“くるみ”と名付けようとしたが、米田が猛反対したため“みるく”となった。米田のデビュー作『一寸キャット』と外見が似ている。
米田の亡くなった恋人・胡桃が転生した姿で、人間が食べるものを食べると「胡桃」の姿になれる。
胡桃（くるみ）
米田の大学時代の同級生で恋人だった。『一寸キャット』の創作にインスピレーションを与えたが、デビュー作で人気が出て遊び回る米田と大喧嘩した日に交通事故に遭って亡くなった。くるみチョコレートが大好物だった。

## 書誌情報
- 栗原まもる 『つぶつぶ生活』 講談社〈KC Kiss〉、全5巻
  1. 2012年2月13日発売[3]、ISBN 978-4-06-340873-7
  2. 2012年7月13日発売[4]、ISBN 978-4-06-340885-0
  3. 2012年11月13日発売[5]、ISBN 978-4-06-340892-8
  4. 2013年4月12日発売[6]、ISBN 978-4-06-340907-9
  5. 2013年8月12日発売[7]、ISBN 978-4-06-340917-8